# Raimondo I di Narbona
Raimondo, Ramon  in catalano e in spagnolo (metà secolo X – 1023 circa), è stato un nobile franco, visconte di Narbona dal 969 fino alla sua morte.

## Origine
Raimondo, sia secondo l'albero genealogico della Gran enciclopèdia catalana - vescomtat de Narbona, che secondo Thierry Stasser, nel suo La maison vicomtale de Narbonne aux Xe et XIe siècles, Annales du Midi era figlio del Visconte di Narbona, Matfredo, e della moglie Adelaide, che, era una nobildonna del X secolo figlia di genitori incerti:
- secondo lo storico francese specializzato nella genealogia dei personaggi dell’Antichità e dell'Alto Medioevo, Christian Settipani, era figlia del conte di Tolosa, duca di Settimania, conte di Nîmes e conte d'Albi, duca d'Aquitania e conte d'Alvernia, Raimondo Ponzio I di Tolosa e della moglie Garsenda di Guascogna[3],
- secondo lo storico e genealogista, ungherese, Szabolcs de Vajay, nel suo Estudios Genealogicos, Heraldicos Y Nobiliarios, era la figlia del Conte di Comminges, Arnaldo I[3].

Matfredo, sia secondo l'albero genealogico della Gran enciclopèdia catalana - vescomtat de Narbona, che secondo Thierry Stasser, nel suo La maison vicomtale de Narbonne aux Xe et XIe siècles, Annales du Midi era figlio del Visconte di Narbona, Oddone I], e della moglie Richilda, che, secondo il documento n° LXXII della Marca Hispanica sive Limes hispanicus, era figlia del conte di Barcellona, Gerona e Osona, Goffredo II Borrell, e di Garsinda di Tolosa (Richildes vicecomitissa filia Borelli comitis et filia Garsindis comitissa).

## Biografia
Di Raimondo si hanno poche notizie.

La penisola iberica con a nord la marca di Spagna e Tolosa verso la metà del IX secolo

Raimondo, sia secondo l'albero genealogico della Gran enciclopèdia catalana - vescomtat de Narbona, che secondo Thierry Stasser, nel suo La maison vicomtale de Narbonne aux Xe et XIe siècles, Annales du Midi, viene citato come visconte di Narbona e come successore e figlio di Matfredo e la Gran enciclopèdia catalana - Ramon I de Narbona conferma che fu visconte di Narbona.
Raimondo lo troviamo citato nel documento n° 115, III, delle Preuves de l'Histoire générale de Languedoc: avec des notes et les pièces, Volume 5, datato 20 agosto 966, inerente al testamento fatto dai genitori, Matfredo e Adelaide (Matfredus comes et uxor sua Adalaiz), disponendo lasciti ai figli, Ermengardo e Raimondo (Ermengaudo filio nostro et fratri suo Raymundo) e alla figlia, Trutgarda (Trudgardæ filiæ nostræ).

Anche Jacqueline Caille, nel suo Vicomtes et vicomté de Narbonne, Des origines au début du xiiie siècle, cita il testamento (Matfred, vicecomes et son épouse Adalais qui nomment leurs fils Ermengaud clerc futur archevêque et Raimond et leur fille Trudgarde), precisando che fu redatto alla partenza di un pellegrinaggio a Roma (Brevis divisionalis à l’occasion de leur départ pour Rome).

Il testamento viene ricordato anche da Thierry Stasser, nel suo La maison vicomtale de Narbonne aux Xe et XIe siècles, Annales du Midi.
Non si conosce l'anno esatto della morte di suo padre, Matfredo. Comunque l'ultimo documento in cui compare è il documento n° 115 delle Preuves de l'Histoire générale de Languedoc: avec des notes et les pièces, Volume 5, di cui sopra. Si sa che morì nella viscontea di Narbona, dopo essere ritornato dal pellegrinaggio a Roma.

Raimondo succedette a Matfredo, come ci conferma Thierry Stasser, nel suo La maison vicomtale de Narbonne aux Xe et XIe siècles, Annales du Midi, sotto tutela della madre, Adelaide.
Garsenda di Guascogna, vedova del conte Raimondo Ponzio I di Tolosa(Domina Garcendis comitissa quæ fui uxor domni Pontii comitis), nel 972, fece una donazione per l'anima del marito, Raimondo Ponzio I di Tolosa, in cui parte della donazione viene concessa a sua madre, Adelaide a Raimondo I e al fratello, Ermengardo (Adalaydis et filius eius Ermengaudus et Raymundus).
Garsenda di Guascogna, nel corso di quello stesso anno, 972, redasse il suo testamento, in cui un lascito fu destinato alla viscontessa Adelaide ed ai suoi figli, Raimondo e Ermengardo (Adalais vicecomitissæ et filiis eius Ermengaudo et Regimundo).
Nel 977, la viscontessa Adelaide col consenso dei figli, l'arcivescovo, Ermengardo ed il visconte, Raimondo I (Adelaizis vicecomitissa Narbonæ filiique mei consentientes, Ermengaudus venerabilis archipræsul suus successor, et Raimundus vicecomes), fu esecutrice testamentaria del defunto arcivescovo di Narbona, Aimerico (Aimerici sanctae Narbonensis ecclesiæ archipresulis), e in quella occasione fece una donazione per le anime di Raimondo Ponzio I di Tolosa, Matfredo, Oddone I e Richilda (Poncioni comitis defuncti, sive Matfredi vicecomitis, sive Odoni vicecomitis, vel Richildis vicecomitissæ).

Questo avvenimento viene riportato anche dal documento n° XX della Gallia Christiana: In Provincias Ecclesiasticas Distributa, tomus VI.

Anche Jacqueline Caille, nel suo Vicomtes et vicomté de Narbonne, Des origines au début du xiiie siècle, cita l'avvenimento (Parmi les exécuteurs testamentaires de l’archevêque Aimeric, Adalaicis vicecomitissa Narbone qui dit agir du consentement de ses fils Ermengaud, archevêque et Raymond vicomte), ricordando la donazione (Legs propter remedium animae notamment) Matfredi vicecomitis sive Odonis vicecomitis, vel Richildis vicecomitissae).
Sua madre, Adelaide redasse due volte il suo testamento: 
- il 4 ottobre 978, in cui a Raimondo (Raymundo filio meo) destinò una cittadina (villa Columbaria cum ecclesia Sancti Petri)[16];
- e dopo il 28 marzo 990, quando lasciò ufficialmente in eredità la viscontea a suo figlio Raimondo, sebbene tecnicamente fosse già visconte[17].
Anche Jacqueline Caille, nel suo Vicomtes et vicomté de Narbonne, Des origines au début du xiiie siècle, cita il secondo testamento (Ego, in Dei nomine, Adalaidis, vicecomitissa : second testament), ricordando i figli (Parmi les bénéficiaires de legs ses fils, Ermengaudus archiepiscopus et Raimundus vicecomes. Ce dernier reçoit ipsum vicecomitatum de Narbona seu Narbonense)[18].

Nel 1005, la moglie di Raimondo, Riccarda viene citato come esecutrice testamentaria del fratello di Raimondo, Ermengardo, arcivescovo di Narbona, mentre per Raimondo ed il figlio, Berengario (Raymundo vicecomiti et Berengario filio eius) e per l'altro figlio Guglielmo (Willelmo nepoti meo) viene disposto un lascito.
Il Chronicon ecclesiæ Sancti Pauli Narbonensis riporta che Raimondo nel 1007 era visconte di Narbona (Raymundus vicecomes).
Nel 1018, secondo la Gran enciclopèdia catalana - Ramon I de Narbona, Raimondo respinse un attacco dei Saraceni che sbarcarono vicino alla sua capitale e la assediarono. 

Ancora secondo la Gran enciclopèdia catalana - Ramon I de Narbona, Raimondo potrebbe essere morto in questa azione, e comunque era già morto nel 1023.

A Raimondo I succedette il figlio secondogenito, Berengario.

## Matrimonio e discendenza
Raimondo, aveva sposato Riccarda di Rodez, che, secondo Thierry Stasser, nel suo La maison vicomtale de Narbonne aux Xe et XIe siècles, Annales du Midi era figlia di Berengario Visconte di Millau e di Rouergue e della moglie.

Raimondo da Riccarda ebbe quattro figli:
- Ermengardo[17] († dopo il 20 marzo 999);
- Berengario[19] († dopo il 5 febbraio 1067), Visconte di Narbona[21];
- Guglielmo[19] († dopo il 22 marzo 1023);
- Bernardo[7] († dopo il 23 gennaio 1051), citato nel documento n° 231 delle Preuves de l'Histoire générale de Languedoc: avec des notes et les pièces, Volume 5, datato 23 gennaio 1051[24], arcidiacono.

### Fonti primarie
- (LA)  Histoire générale de Languedoc avec notes et pièces justificatives, Volume 5.
- (LA)  Marca Hispanica sive Limes hispanicus.
- (LA)  Gallia Christiana: In Provincias Ecclesiasticas Distributa, tomus VI.

### Letteratura storiografica
- (LA)  (FR)  Jacqueline Caille. Vicomtes et vicomté de Narbonne, Des origines au début du xiiie siècle.
- (FR)  Thierry Stasser, "La maison vicomtale de Narbonne aux Xe et XIe siècles", Annales du Midi, v. 204, 1993.